# Napoleon prejme ključe Dunaja
Napoleon prejme ključe Dunaja (francosko Napoleon recoit les cles de la ville de Vienne) je zgodovinska slika, olje na platnu, francoskega slikarja Anne-Louis Girodet de Roussy-Triosona iz leta 1808.

## Zgodovina in opis
Slika prikazuje prizor 13. novembra 1805 med vojno tretje koalicije, ko je dunajski župan Stephan von Wohlleben francoskemu cesarju Napoleonu v dvorcu Schönbrunn izročil ključe mesta Dunaj. V prizoru so prikazani tudi francoski maršali Jean-Baptiste Bessières, Louis-Alexandre Berthier, Joachim Murat, Géraud Duroc in Roustam Raza. Prizor opazujejo tudi navadni prebivalci, vključno z ženskami in dvema otrokoma, ki plezata na bližnje drevo. Nekaj tednov pozneje je Napoleon zmagal v odločilni bitki pri Austerlitzu.
To je bilo prvo naročilo, ki ga je Girodet prejel od oblasti v času Napoleona. Naročeno je bilo ga obesiti v Tuilerijski palači v Parizu. Razstavljena je bila na Salonu leta 1808 v Louvru. Danes je v zbirki Versajske palače.